# دوتشي ليه أيتي
دوتشي ليه أيتي (بالفرنسية: Douchy-lès-Ayette)‏ هي بلدية تقع في إقليم باد كاليه من منطقة نور با دو كاليه في شمال فرنسا. تبلغ مساحة هذه المدينة 5.5 (كم²)، وترتفع عن سطح البحر 106 م، يبلغ عدد سكانها 312 نسمة حسب إحصاء المعهد الوطني للإحصاء والدراسات الاقتصادية سنة 2009 م. وترأس Jean-Charles Derue البلدية خلال فترة (2008-2014).